# Хан Султан
Хан Султан (перс. خان سلطان‎; туркм. Han Soltan; узб. Xon Sulton; 1190-е — после 1220 года) — хорезмийская царевна из рода Ануштегинидов, дочь хорезмшаха Мухаммеда и сестра хорезмшаха Джелал-ад-Дина.

## Биография
Старшая из дочерей хорезмшаха Мухаммеда, но кто была её мать, это неизвестно. По линии бабушки Теркен-хатун она была потомком кипчакских ханов из рода канглы.
В 1210 году она вышла замуж за правителя Караханидского государства из династии Караханидов Османа, который стал заложником при дворе хорезмшаха.
В 1212 году во время восстания жителей Самарканда против хорезмийцев, которые проживали в городе, её жизнь была в опасности, она заперлась в крепости и отправила послание мужу: «Я — женщина, и убиение подобной мне — позорное дело. С моей стороны не было ничего, чем я заслужила бы от тебя этого. Наиболее достойным было бы оставить меня [в живых]». Восстание было жестоко подавлено хорезмшахом Мухаммедом, Караханидское государство было присоединено к государству Хорезмшахов, а Осман и его родственники были убиты по приказу хорезмшаха.
В 1219 году под предводительством Чингисхана произошло монгольское вторжение в страну, города были сожжены, жители страны были убиты или взяты в плен. Вместе с бабушкой, братьями и сёстрами, гаремом отца и сокровищами казны она покинула Ургенч, где находилась вместе с членами семьи. Караван беглецов прошёл через Каракумы и они укрылись в крепости Илал (пред. Табаристан). Монголы окружили крепость и взяли её через 4 месяца и все попали в плен к монголам, сыновья и свита были убиты, а мать, дочери и жёны хорезмшаха Мухаммеда были отправлены в лагерь Чингисхана, где пленницы были поделены между сыновьями и сподвижниками Чингисхана.
Дальнейшая её судьба и дата смерти неизвестны; предполагается что она стала женой Джучи или была отдана замуж за красильщика тканей. По некоторым данным она была матерью хана Берке, Беркечара и Бури или трёх неизвестных детей.

## В культуре
Хан Султан стала персонажем романа Исая Калашникова «Жестокий век».